# Susan Strasberg
Susan Strasberg, född 22 maj 1938 i New York, död 21 januari 1999 i New York, var en amerikansk skådespelare.
Strasberg var dotter till Lee Strasberg, en av grundarna av den berömda teaterskolan Actors Studio i New York, men studerade själv aldrig där. 
Som 14-åring gjorde Strasberg scendebut off-Broadway. År 1955 rosades hon av kritikerna för sin roll i Broadwayuppsättningen av Anne Franks dagbok och samma år gjorde hon filmdebut i Utflykt i det gröna mot bland andra William Holden och Kim Novak. Hon spelade under sin karriär såväl film, TV som på teaterscen. Bland annat spelade hon in tre dokumentärfilmer om sin nära vän Marilyn Monroe. 
Strasberg avled 1999 i bröstcancer.

## Filmografi i urval
- 1955 – Utflykt i det gröna
- 1960 – Kapo / Helvetet bakom taggtråd
- 1964 – Hetsjakt i sol
- 1968 – Maffiabröderna
- 1968 – Helvetesgänget
- 1970 – Död mans skugga
- 1978 – Manitou
- 1986 – Styrka Delta Force